# Ocyptamus vittiger
Ocyptamus vittiger är en tvåvingeart som först beskrevs av Hull 1949.  Ocyptamus vittiger ingår i släktet Ocyptamus och familjen blomflugor. Inga underarter finns listade i Catalogue of Life.